# Alcântara (Maranhão)
Pour les articles homonymes, voir Alcântara.
Alcântara est une ville du Brésil située dans le nord-est du Brésil à proximité de la capitale de l'état, São Luís.
La base spatiale d'Alcântara ou Centre de lancement d'Alcântara est située sur le territoire de la municipalité. 
Le programme spatial brésilien a subi plusieurs échecs: En 1997 une fusée tomba dans l'océan peu après son lancement. En 1999 une fusée a dévié de sa course et a du être détruite. Le 22 aout 2003, une fusée de 20 mètres explosa après son envol, une vingtaine d'ingénieurs et de techniciens ont été tués.